# Yamanakako
Yamanakako (山中湖村, Yamanakako-mura) est un village situé dans le district de Minamitsuru,  dans la préfecture de Yamanashi au Japon.

## Géographie

### Situation
Yamanakako est situé dans l'extrême sud-est de la préfecture de Yamanashi, autour du lac Yamanaka. Une grande partie du territoire est constituée de forêts protégées, s'étendant jusqu'au pied du mont Fuji.

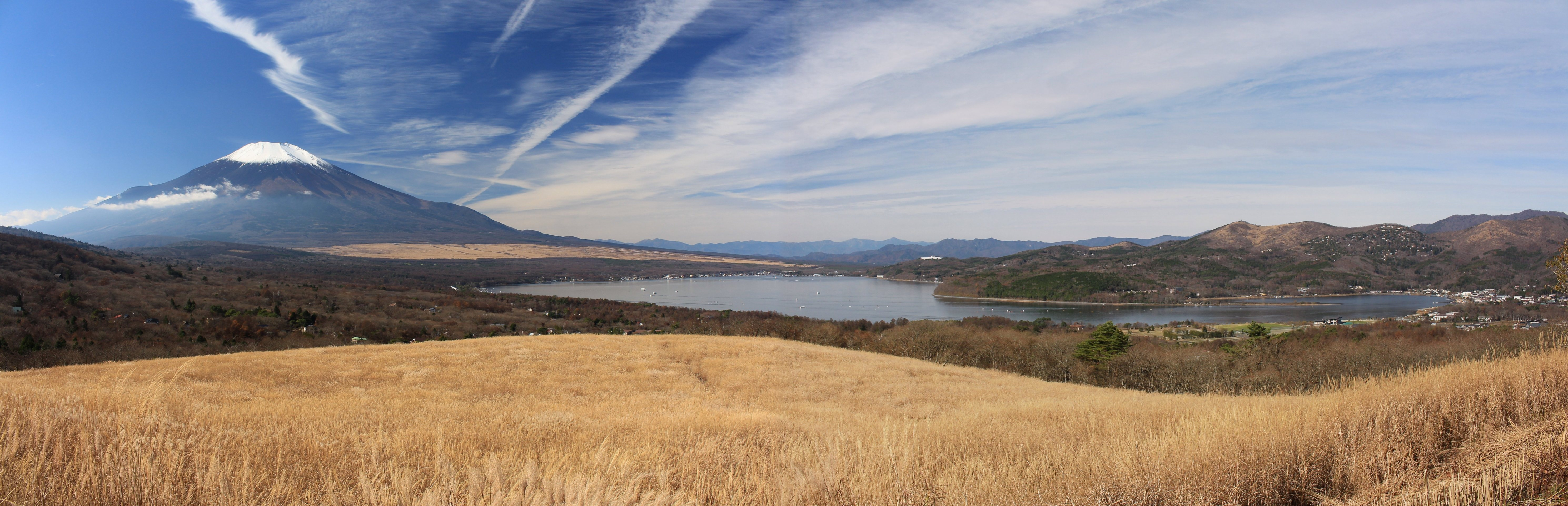
Vue panoramique avec le lac Yamanaka et le mont Fuji.

### Municipalités limitrophes
| Oshino      | Tsuru      | Dōshi    |
| Fujiyoshida | Yamanakako | Yamakita |
| Fujiyoshida | Oyama      | Oyama    |

### Démographie
En novembre 2023, la population de Yamanakako était de 5 772 habitants, répartis sur une superficie de 53,05 km2.

### Climat
Yamanakako a un climat continental humide caractérisé par des étés chauds et humides, et des hivers relativement frais. La température annuelle moyenne est de 9,4 °C. Les précipitations annuelles moyennes sont de 1 876 mm, septembre étant le mois le plus humide.

## Histoire
Le village moderne de Nakano a été créé  par la fusion des hameaux de Yamanaka et Hirano. Ce village fut rebaptisé Yamanakako le 1er janvier 1965.

## Jumelage
Yamanakako a signé un pacte d'amitié avec Évian-les-Bains en 2017.